# 藓状雪灵芝
藓状雪灵芝（学名：Arenaria bryophylla）是石竹科无心菜属的植物。分布于锡金、尼泊尔以及中国大陆的西藏、青海等地，生长于海拔4,200米至5,200米的地区，多生在河滩石砾砂地、高山草甸以及高山碎石带，目前尚未由人工引种栽培。

## 别名
苔藓状蚤缀（拉汉种子植物名称）